# Собор Иоанна Предтечи
Собо́р Иоа́нна Предте́чи, Собор Предтечи и Крести́теля Госпо́дня Иоанна — православный праздник, отмечаемый 7 (20) января. Установлен в честь Иоанна Предтечи, или Крестителя.

Следует непосредственно за праздником Крещения Господня, или Богоявления: 
В Православной Церкви установлен обычай на следующий день великих Господских и Богородичных праздников вспоминать тех святых, которые ближайшим образом послужили данному священному событию в истории.
Как отмечает святитель Димитрий Ростовский, «вполне прилично было почтить особым празднованием того, кто послужил таинству Божественного крещения, возложивши руку свою на главу Владыки». Что касается слова собор в названии праздника, оно «означает, что народ собирается в церковь для совершения богослужения в честь и похвалу прославляемого ныне великого Предтечи и Крестителя Иоанна».

## Иные праздники, посвящённые Иоанну Предтече
В честь Иоанна Крестителя установлены также следующие праздники (перечислены в хронологическом порядке гражданского календаря):
- 24 февраля (9 марта) в невисокосном году, 24 февраля (8 марта) в високосном году — первое и второе Обретение главы Иоанна Предтечи;
- 25 мая (7 июня) — третье Обретение главы Иоанна Предтечи;
- 24 июня (7 июля) — Рождество Иоанна Предтечи — великий праздник;
- 29 августа (11 сентября) — Усекновение главы Иоанна Предтечи — великий праздник;
- 23 сентября (6 октября) — Зачатие Иоанна Предтечи;
- 12 (25) октября — Перенесение Десницы Иоанна Предтечи.

## Гимнография
Кондак Собору Иоанна Предтечи. глас 6-й
Церковнославянский язык: Плотска́го Твоего́ прише́ствия убоя́вся Иорда́н,/ стра́хом возвраща́шеся,/ проро́ческое же служе́ние исполня́я Иоа́нн,/ тре́петом спря́ташеся,/ А́нгельстии чи́ни ужаса́хуся,/ зря́ще Тя во струя́х пло́тию креща́ема,/ и вси́ су́щии во тьме озаря́хуся,// воспева́юще Тя, я́вльшагося и просвети́вшаго вся.
Перевод на русский язык: Пришествия Твоего во плоти устрашившись, Иордан в трепете вспять обращался; духовное же служение исполняя, Иоанн в страхе уклонялся; ангельские полки изумлялись, увидев Тебя, в струях плотью крещаемым, и все, пребывавшие во тьме, озарялись, воспевая Тебя, явившегося и просветившего всё.